# Tussauds Group
Le Tussauds Group était une société de divertissement qui fait désormais partie de Merlin Entertainments, le second groupe de loisirs au monde derrière la division parcs à thèmes de Disney. La société était basée à Leatherhead dans le Surrey au Royaume-Uni.
Le groupe gère un portefeuille de lieux de loisirs de plusieurs marques dont les musées de cire Madame Tussauds, les parcs Legoland, les centres aquatiques Sea Life et les différents parcs britanniques Alton Towers, Thorpe Park et Chessington World of Adventures.

## Historique
Le Tussauds Group a été fondé en 1926, un an après l'incendie de 1925 qui ravagea le musée mais qui épargna les moules. Cela permit de recouler les grands personnages historiques.
En 1940, une bombe allemande tombe sur la salle de cinéma et le restaurant occupant l'aile ouest du bâtiment.
En 1958, le cinéma de l'aile ouest est remplacé par un planétarium, le planétarium de Londres inauguré en présence de Philip Mountbatten, duc d'Edimbourg.
En 1970, le groupe inaugure son premier musée en dehors de Londres, le Madame Tussauds Amsterdam.
En 1973, le groupe investit dans le Wookey Hole Caves and Mill, un musée éducatif situé dans le Somerset. Il sera revendu en 1989. Un autre investissement suit en 1976 avec Tolgus Tin, un moulin situé dans les Cornouailles. Il est transformé en musée en 1979 mais revendu en 1980.
En 1977, le planétarium accueille un spectacle de laser, le Laserium (fermé en 1990).
En 1978, le Tussauds Group est acheté par S. Pearson and Son, propriétaire du zoo de Chessington. Le zoo est intégré aux actifs du groupe et deviendra le Chessington World of Adventures en 1987. La société de Pearson sera renommée Pearson plc quelques années plus tard.
En 1982, le groupe achète le Château de Warwick et en fait un lieu touristique avec une reconstitution d'une fête royale de 1898. Le jardin de roses victorien du château a été rénové d'après les plans de 1868 et rouvert en 1986 en présence de Diana, princesse de Galles.
En 1983, le groupe ouvre, en partenariat avec British Rail, Royalty and Railways Exhibition dans la Windsor & Eton Central railway station à Windsor. Le nom a été changé en 1984 : Royalty and Empire. L'exposition met en scène l'arrivée de la reine Victoria en gare de Windsor pour son jubilé de diamant en 1897. L'exposition a été vendue en 1991 et fermée à la fin des années 1990.
En 1989, le groupe ouvre Rock Circus au deuxième étage du London Pavilion à Piccadilly Circus, un musée de cire sur le thème du rock et des pop stars. Le musée a fermé en 2001. Les figures de cire du Rock Circus ont été exposées à Heide Park en 2002.
En 1990, le groupe achète le parc Alton Towers pour 60 millions de livres. Michael Herbert et Ray Barratt du Tussauds Group cherchent de nouvelles opportunités de développement en Europe. Un investisseur les informe qu'un parc de loisirs développé par Anheuser-Busch cherche des partenaires, il deviendra Port Aventura,.
En 1993, Tussauds Group réalise 100 millions d'euros de bénéfices et reçoit annuellement 8 millions de visiteurs,,. En 1993, la banque espagnole La Caixa, la société espagnole d'électricité Fecsa (es) et Tussauds Group achètent 80 % des actions de Grand Peninsula dans Port Aventura,. Tussauds accepte d'être à la fois investisseur et exploitant de ce parc. L'actionnariat se répartit donc entre Tussauds Group avec 40,01 %, La Caixa avec 33,19 %, Anheuser-Busch avec 19,9 % et FECSA avec 6,7 %. Pearson via Tussauds Group investit 37,5 millions de livres sterling pour sa participation dans le parc.
En 1995, le parc Port Aventura ouvre en Espagne. Le groupe avait une prise d'intérêt de 40 % dans le capital du parc (300 millions de livres) et prend la gestion du parc. En 1995, Tussauds Group occupe la 2e place en termes de fréquentation à l'échelle européenne derrière Disneyland Paris.
En 1996, le parc ouvre son premier hôtel avec le Alton Towers Hotel adjacent au parc Alton Towers. La célèbre Chambre des Horreurs du musée de Londres est rénovée pour la somme de 1 million de livres.
En 1997, une exposition itinérante est lancée en Asie-Australie. Elle débute à Melbourne en Australie et doit passer à Singapour
En 1998, Tussauds revend sa part dans Port Aventura afin d'acheter le parc situé dans le sud-est de l'Angleterre Thorpe Park. Ses 40,5 % sont achetés par Universal Studios à hauteur de 37 % et par Acesa, contrôlée par La Caixa, à hauteur de 3,5%. De plus le groupe est racheté par Charterhouse Development Capital.
En juillet 1999, le musée Madame Tussauds Las Vegas ouvre à l'intérieur et en même temps que l'hôtel-casino The Venetian.
En 2000, le groupe prend la gestion du London Eye, propriété de British Airways, la plus haute tour d'observation de Londres située sur la rive sud de la Tamise face au Parlement. L'exposition itinérante d'Asie s'installe de manière permanente dans la Peak Tower de Hong Kong, devenant le Madame Tussauds Hong Kong tandis que le Madame Tussauds New York ouvre sur la 42e rue en novembre de la même année.
En 2001, le groupe achète le parc Heide Park en Allemagne.
En 2005, le groupe est acheté par le fonds d'investissements Dubai International Capital pour 1,5 milliard de $
En 2006, le groupe achète le London Eye à British Airways.
En 2007, le groupe acquiert deux nouveaux hôtels le Safari Lodge à Chessington et le Port Royal à Soltau près de Heide Park.
En mars 2007, Dubai International Capital vend la majorité de ses parts dans le groupe à Merlin Entertainments pour 1,5 milliard de £. DiC conserve une part de 20 % dans le nouveau groupe.

## Attractions
- musée de cire Madame Tussauds
  - Londres  Royaume-Uni
  - New York  États-Unis
  - Las Vegas  États-Unis
  - Amsterdam  Pays-Bas
  - Hong Kong  Hong Kong
  - Shanghai  Chine
  - Washington, D.C.  États-Unis
  - Hollywood  États-Unis

- The British Airways London Eye  Royaume-Uni
- Château de Warwick  Royaume-Uni

- Quatre parcs à thèmes :
  - Alton Towers dans le Staffordshire  Royaume-Uni
  - Thorpe Park dans le Surrey  Royaume-Uni
  - Chessington World of Adventures dans le Surrey  Royaume-Uni
  - Heide Park à Soltau  Allemagne

### Hôtels
- - The Alton Towers Hotel, Staffordshire,  Royaume-Uni
  - Splash Landings Hotel, Staffordshire,  Royaume-Uni
  - Safari Lodge Hotel, Surrey,  Royaume-Uni
  - Port Royal Hotel, Soltau,  Allemagne
  - Alton Towers Conference Centre, Staffordshire,  Royaume-Uni